# Овад річковий
Овад річковий (Cistothorus platensis) — вид горобцеподібних птахів родини воловоочкових (Troglodytidae).

## Поширення
Вид поширений в Центральній та Південній Америці фрагментарно від центральної Мексики до південного краю Південної Америки. Мешкає у низинних саванах і луках Анд, де він досягає висоти 4000 м над рівнем моря.

## Опис
Його довжина становить від 9,5 до 11 см. Його верхня частина вохристо-коричневого кольору з чорними та вохристо-білуватими смугами на спині. На крилах і хвості є темні смуги. Нижня частина переважно вохриста.